# Fungia curvata
Fungia curvata är en korallart som beskrevs av Bert W. Hoeksema 1989. Fungia curvata ingår i släktet Fungia och familjen Fungiidae. IUCN kategoriserar arten globalt som sårbar. Inga underarter finns listade i Catalogue of Life.